# Eurotel
Eurotel Praha, spol. s r. o. – czeski operator telefonii komórkowej działający w latach 1991–2006.
Przedsiębiorstwo zostało założone w 1991 roku. W 2002 roku z usług operatora Eurotel korzystało blisko 4 mln klientów. W 2006 r. doszło do połączenia Eurotel z operatorem Český Telecom, w wyniku czego powstało przedsiębiorstwo Telefónica O2 Czech Republic.